# Meterana merope
Meterana merope är en fjärilsart som beskrevs av Hudson 1898. Meterana merope ingår i släktet Meterana och familjen nattflyn. Inga underarter finns listade i Catalogue of Life.